# Eleições legislativas portuguesas de 1980 no distrito de Aveiro
| Eleições legislativas portuguesas de 1980 Distritos: Aveiro \| Beja \| Braga \| Bragança \| Castelo Branco \| Coimbra \| Évora \| Faro \| Guarda \| Leiria \| Lisboa \| Portalegre \| Porto \| Santarém \| Setúbal \| Viana do Castelo \| Vila Real \| Viseu \| Açores \| Madeira \| Estrangeiro |

## Resultados por Concelho
Os resultados nos concelhos do Distrito de Aveiro foram os seguintes:

### Águeda
| Partido                 | Partido                         | Votos  | %               | +/-  |
| ----------------------- | ------------------------------- | ------ | --------------- | ---- |
|                         | Aliança Democrática             | 14 689 | 57,48 / 100,00  | 2,08 |
|                         | Frente Republicana e Socialista | 7 144  | 27,95 / 100,00  | 2,33 |
|                         | Aliança Povo Unido              | 1 916  | 7,50 / 100,00   | 0,75 |
|                         | POUS-PST                        | 464    | 1,82 / 100,00   | -    |
|                         | Outros                          | 881    | 3,46 / 100,00   |      |
| Votos Inválidos         | Votos Inválidos                 | 463    | 1,81 / 100,00   | 0,58 |
| Total                   | Total                           | 25 557 | 100,00 / 100,00 |      |
| Eleitorado/Participação | Eleitorado/Participação         | 30 253 | 84,48 / 100,00  | 1,57 |

### Albergaria-a-Velha
| Partido                 | Partido                         | Votos  | %               | +/-  |
| ----------------------- | ------------------------------- | ------ | --------------- | ---- |
|                         | Aliança Democrática             | 8 111  | 65,51 / 100,00  | 2,11 |
|                         | Frente Republicana e Socialista | 2 873  | 23,20 / 100,00  | 2,11 |
|                         | Aliança Povo Unido              | 536    | 4,33 / 100,00   | 0,23 |
|                         | POUS-PST                        | 173    | 1,40 / 100,00   | -    |
|                         | Outros                          | 465    | 3,75 / 100,00   |      |
| Votos Inválidos         | Votos Inválidos                 | 224    | 1,80 / 100,00   | 0,78 |
| Total                   | Total                           | 12 382 | 100,00 / 100,00 |      |
| Eleitorado/Participação | Eleitorado/Participação         | 14 652 | 84,51 / 100,00  | 1,86 |

### Anadia
| Partido                 | Partido                         | Votos  | %               | +/-  |
| ----------------------- | ------------------------------- | ------ | --------------- | ---- |
|                         | Aliança Democrática             | 12 529 | 67,60 / 100,00  | 2,05 |
|                         | Frente Republicana e Socialista | 3 965  | 21,39 / 100,00  | 2,37 |
|                         | Aliança Povo Unido              | 774    | 4,18 / 100,00   | 0,19 |
|                         | POUS-PST                        | 228    | 1,23 / 100,00   | -    |
|                         | Outros                          | 624    | 3,37 / 100,00   |      |
| Votos Inválidos         | Votos Inválidos                 | 414    | 2,24 / 100,00   | 0,40 |
| Total                   | Total                           | 18 534 | 100,00 / 100,00 |      |
| Eleitorado/Participação | Eleitorado/Participação         | 21 831 | 84,90 / 100,00  | 3,13 |

### Arouca
| Partido                 | Partido                         | Votos  | %               | +/-  |
| ----------------------- | ------------------------------- | ------ | --------------- | ---- |
|                         | Aliança Democrática             | 9 856  | 72,96 / 100,00  | 3,43 |
|                         | Frente Republicana e Socialista | 1 960  | 14,51 / 100,00  | 3,45 |
|                         | Aliança Povo Unido              | 572    | 4,23 / 100,00   | 0,34 |
|                         | PCTP/MRPP                       | 182    | 1,35 / 100,00   | 0,35 |
|                         | POUS-PST                        | 164    | 1,21 / 100,00   | -    |
|                         | PDC-MIRN/PDP-FN                 | 152    | 1,13 / 100,00   | 1,47 |
|                         | Outros                          | 274    | 2,03 / 100,00   |      |
| Votos Inválidos         | Votos Inválidos                 | 349    | 2,59 / 100,00   | 0,57 |
| Total                   | Total                           | 13 509 | 100,00 / 100,00 |      |
| Eleitorado/Participação | Eleitorado/Participação         | 15 855 | 85,20 / 100,00  | 2,06 |

### Aveiro
| Partido                 | Partido                         | Votos  | %               | +/-  |
| ----------------------- | ------------------------------- | ------ | --------------- | ---- |
|                         | Aliança Democrática             | 22 686 | 62,55 / 100,00  | 1,71 |
|                         | Frente Republicana e Socialista | 8 650  | 23,85 / 100,00  | 0,94 |
|                         | Aliança Povo Unido              | 2 641  | 7,28 / 100,00   | 1,05 |
|                         | POUS-PST                        | 439    | 1,21 / 100,00   | -    |
|                         | Outros                          | 1 216  | 3,36 / 100,00   |      |
| Votos Inválidos         | Votos Inválidos                 | 636    | 1,76 / 100,00   | 0,47 |
| Total                   | Total                           | 36 268 | 100,00 / 100,00 |      |
| Eleitorado/Participação | Eleitorado/Participação         | 41 846 | 86,67 / 100,00  | 2,26 |

### Castelo de Paiva
| Partido                 | Partido                         | Votos  | %               | +/-  |
| ----------------------- | ------------------------------- | ------ | --------------- | ---- |
|                         | Aliança Democrática             | 4 704  | 52,66 / 100,00  | 3,46 |
|                         | Frente Republicana e Socialista | 2 769  | 31,00 / 100,00  | 4,17 |
|                         | Aliança Povo Unido              | 515    | 5,77 / 100,00   | 0,71 |
|                         | POUS-PST                        | 270    | 3,02 / 100,00   | -    |
|                         | União Democrática Popular       | 142    | 1,59 / 100,00   | 0,37 |
|                         | PDC-MIRN/PDP-FN                 | 100    | 1,12 / 100,00   | 1,08 |
|                         | Outros                          | 237    | 2,65 / 100,00   |      |
| Votos Inválidos         | Votos Inválidos                 | 196    | 2,19 / 100,00   | 0,94 |
| Total                   | Total                           | 8 933  | 100,00 / 100,00 |      |
| Eleitorado/Participação | Eleitorado/Participação         | 10 467 | 85,34 / 100,00  | 1,57 |

### Espinho
| Partido                 | Partido                         | Votos  | %               | +/-  |
| ----------------------- | ------------------------------- | ------ | --------------- | ---- |
|                         | Aliança Democrática             | 9 014  | 45,77 / 100,00  | 2,02 |
|                         | Frente Republicana e Socialista | 6 756  | 34,30 / 100,00  | 2,45 |
|                         | Aliança Povo Unido              | 2 749  | 13,96 / 100,00  | 1,17 |
|                         | POUS-PST                        | 339    | 1,72 / 100,00   | -    |
|                         | Outros                          | 477    | 2,43 / 100,00   |      |
| Votos Inválidos         | Votos Inválidos                 | 361    | 1,83 / 100,00   | 0,02 |
| Total                   | Total                           | 19 696 | 100,00 / 100,00 |      |
| Eleitorado/Participação | Eleitorado/Participação         | 22 065 | 89,26 / 100,00  | 1,58 |

### Estarreja
| Partido                 | Partido                         | Votos  | %               | +/-  |
| ----------------------- | ------------------------------- | ------ | --------------- | ---- |
|                         | Aliança Democrática             | 10 111 | 65,24 / 100,00  | 2,05 |
|                         | Frente Republicana e Socialista | 3 085  | 19,91 / 100,00  | 0,30 |
|                         | Aliança Povo Unido              | 1 224  | 7,90 / 100,00   | 1,10 |
|                         | POUS-PST                        | 193    | 1,25 / 100,00   | -    |
|                         | Outros                          | 530    | 3,42 / 100,00   |      |
| Votos Inválidos         | Votos Inválidos                 | 355    | 2,29 / 100,00   | 1,10 |
| Total                   | Total                           | 15 498 | 100,00 / 100,00 |      |
| Eleitorado/Participação | Eleitorado/Participação         | 18 215 | 85,08 / 100,00  | 2,75 |

### Ílhavo
| Partido                 | Partido                         | Votos  | %               | +/-  |
| ----------------------- | ------------------------------- | ------ | --------------- | ---- |
|                         | Aliança Democrática             | 10 407 | 61,56 / 100,00  | 1,59 |
|                         | Frente Republicana e Socialista | 4 226  | 25,00 / 100,00  | 1,28 |
|                         | Aliança Povo Unido              | 996    | 5,89 / 100,00   | 1,07 |
|                         | POUS-PST                        | 285    | 1,69 / 100,00   | -    |
|                         | Outros                          | 630    | 3,73 / 100,00   |      |
| Votos Inválidos         | Votos Inválidos                 | 364    | 2,14 / 100,00   | 0,50 |
| Total                   | Total                           | 16 906 | 100,00 / 100,00 |      |
| Eleitorado/Participação | Eleitorado/Participação         | 20 453 | 82,66 / 100,00  | 3,60 |

### Mealhada
| Partido                 | Partido                         | Votos  | %               | +/-  |
| ----------------------- | ------------------------------- | ------ | --------------- | ---- |
|                         | Frente Republicana e Socialista | 4 982  | 44,77 / 100,00  | 0,18 |
|                         | Aliança Democrática             | 4 370  | 39,27 / 100,00  | 0,02 |
|                         | Aliança Povo Unido              | 918    | 8,25 / 100,00   | 1,76 |
|                         | POUS-PST                        | 249    | 2,24 / 100,00   | -    |
|                         | Outros                          | 342    | 3,07 / 100,00   |      |
| Votos Inválidos         | Votos Inválidos                 | 268    | 2,41 / 100,00   | 0,97 |
| Total                   | Total                           | 11 129 | 100,00 / 100,00 |      |
| Eleitorado/Participação | Eleitorado/Participação         | 13 502 | 82,42 / 100,00  | 0,23 |

### Murtosa
| Partido                 | Partido                         | Votos | %               | +/-  |
| ----------------------- | ------------------------------- | ----- | --------------- | ---- |
|                         | Aliança Democrática             | 4 361 | 77,41 / 100,00  | 3,40 |
|                         | Frente Republicana e Socialista | 635   | 11,27 / 100,00  | 3,21 |
|                         | Aliança Povo Unido              | 211   | 3,75 / 100,00   | 0,18 |
|                         | POUS-PST                        | 63    | 1,12 / 100,00   | -    |
|                         | PCTP/MRPP                       | 61    | 1,08 / 100,00   | 0,10 |
|                         | Outros                          | 132   | 2,34 / 100,00   |      |
| Votos Inválidos         | Votos Inválidos                 | 171   | 3,03 / 100,00   | 0,81 |
| Total                   | Total                           | 5 634 | 100,00 / 100,00 |      |
| Eleitorado/Participação | Eleitorado/Participação         | 6 931 | 81,29 / 100,00  | 4,81 |

### Oliveira de Azeméis
| Partido                 | Partido                         | Votos  | %               | +/-  |
| ----------------------- | ------------------------------- | ------ | --------------- | ---- |
|                         | Aliança Democrática             | 20 170 | 56,75 / 100,00  | 2,92 |
|                         | Frente Republicana e Socialista | 10 062 | 28,31 / 100,00  | 2,68 |
|                         | Aliança Povo Unido              | 2 510  | 7,06 / 100,00   | 1,19 |
|                         | POUS-PST                        | 746    | 2,10 / 100,00   | -    |
|                         | Outros                          | 1 389  | 3,90 / 100,00   |      |
| Votos Inválidos         | Votos Inválidos                 | 662    | 1,86 / 100,00   | 0,32 |
| Total                   | Total                           | 35 539 | 100,00 / 100,00 |      |
| Eleitorado/Participação | Eleitorado/Participação         | 40 650 | 87,43 / 100,00  | 2,42 |

### Oliveira do Bairro
| Partido                 | Partido                         | Votos  | %               | +/-  |
| ----------------------- | ------------------------------- | ------ | --------------- | ---- |
|                         | Aliança Democrática             | 8 839  | 79,59 / 100,00  | 0,84 |
|                         | Frente Republicana e Socialista | 1 308  | 11,78 / 100,00  | 2,05 |
|                         | Aliança Povo Unido              | 249    | 2,24 / 100,00   | 0,13 |
|                         | PDC-MIRN/PDP-FN                 | 125    | 1,13 / 100,00   | 0,35 |
|                         | POUS-PST                        | 116    | 1,04 / 100,00   | -    |
|                         | Outros                          | 243    | 2,19 / 100,00   |      |
| Votos Inválidos         | Votos Inválidos                 | 225    | 2,03 / 100,00   | 0,01 |
| Total                   | Total                           | 11 105 | 100,00 / 100,00 |      |
| Eleitorado/Participação | Eleitorado/Participação         | 12 673 | 87,63 / 100,00  | 1,94 |

### Ovar
| Partido                 | Partido                         | Votos  | %               | +/-  |
| ----------------------- | ------------------------------- | ------ | --------------- | ---- |
|                         | Aliança Democrática             | 11 730 | 47,90 / 100,00  | 2,52 |
|                         | Frente Republicana e Socialista | 8 054  | 32,89 / 100,00  | 0,07 |
|                         | Aliança Povo Unido              | 2 681  | 10,95 / 100,00  | 3,07 |
|                         | POUS-PST                        | 552    | 2,25 / 100,00   | -    |
|                         | União Democrática Popular       | 394    | 1,61 / 100,00   | 0,77 |
|                         | Outros                          | 583    | 2,38 / 100,00   |      |
| Votos Inválidos         | Votos Inválidos                 | 495    | 2,02 / 100,00   | 0,63 |
| Total                   | Total                           | 24 489 | 100,00 / 100,00 |      |
| Eleitorado/Participação | Eleitorado/Participação         | 29 458 | 83,13 / 100,00  | 2,87 |

### São João da Madeira
| Partido                 | Partido                         | Votos  | %               | +/-  |
| ----------------------- | ------------------------------- | ------ | --------------- | ---- |
|                         | Aliança Democrática             | 5 174  | 48,95 / 100,00  | 1,72 |
|                         | Frente Republicana e Socialista | 3 673  | 34,75 / 100,00  | 0,19 |
|                         | Aliança Povo Unido              | 1 045  | 9,89 / 100,00   | 2,55 |
|                         | POUS-PST                        | 190    | 1,80 / 100,00   | -    |
|                         | União Democrática Popular       | 109    | 1,03 / 100,00   | 0,65 |
|                         | Outros                          | 218    | 2,06 / 100,00   |      |
| Votos Inválidos         | Votos Inválidos                 | 162    | 1,53 / 100,00   | 0,29 |
| Total                   | Total                           | 10 571 | 100,00 / 100,00 |      |
| Eleitorado/Participação | Eleitorado/Participação         | 11 776 | 89,77 / 100,00  | 2,21 |

### Sever do Vouga
| Partido                 | Partido                         | Votos | %               | +/-  |
| ----------------------- | ------------------------------- | ----- | --------------- | ---- |
|                         | Aliança Democrática             | 6 193 | 74,95 / 100,00  | 0,64 |
|                         | Frente Republicana e Socialista | 1 244 | 15,06 / 100,00  | 0,43 |
|                         | Aliança Povo Unido              | 333   | 4,03 / 100,00   | 0,27 |
|                         | Outros                          | 329   | 3,98 / 100,00   |      |
| Votos Inválidos         | Votos Inválidos                 | 164   | 1,99 / 100,00   | 0,27 |
| Total                   | Total                           | 8 263 | 100,00 / 100,00 |      |
| Eleitorado/Participação | Eleitorado/Participação         | 9 539 | 86,62 / 100,00  | 2,13 |

### Vagos
| Partido                 | Partido                         | Votos  | %               | +/-  |
| ----------------------- | ------------------------------- | ------ | --------------- | ---- |
|                         | Aliança Democrática             | 9 027  | 84,66 / 100,00  | 2,87 |
|                         | Frente Republicana e Socialista | 909    | 8,52 / 100,00   | 2,10 |
|                         | Aliança Povo Unido              | 204    | 1,91 / 100,00   | 0,04 |
|                         | Outros                          | 316    | 2,96 / 100,00   |      |
| Votos Inválidos         | Votos Inválidos                 | 207    | 1,94 / 100,00   | 0,64 |
| Total                   | Total                           | 10 663 | 100,00 / 100,00 |      |
| Eleitorado/Participação | Eleitorado/Participação         | 12 517 | 85,19 / 100,00  | 3,92 |

### Vale de Cambra
| Partido                 | Partido                         | Votos  | %               | +/-  |
| ----------------------- | ------------------------------- | ------ | --------------- | ---- |
|                         | Aliança Democrática             | 9 499  | 68,25 / 100,00  | 1,89 |
|                         | Frente Republicana e Socialista | 2 748  | 19,75 / 100,00  | 1,79 |
|                         | Aliança Povo Unido              | 689    | 4,95 / 100,00   | 0,05 |
|                         | POUS-PST                        | 217    | 1,56 / 100,00   | -    |
|                         | Outros                          | 522    | 3,75 / 100,00   |      |
| Votos Inválidos         | Votos Inválidos                 | 242    | 1,73 / 100,00   | 0,42 |
| Total                   | Total                           | 13 917 | 100,00 / 100,00 |      |
| Eleitorado/Participação | Eleitorado/Participação         | 16 350 | 85,12 / 100,00  | 2,33 |

### Vila da Feira
| Partido                 | Partido                         | Votos  | %               | +/-  |
| ----------------------- | ------------------------------- | ------ | --------------- | ---- |
|                         | Aliança Democrática             | 29 860 | 49,23 / 100,00  | 3,13 |
|                         | Frente Republicana e Socialista | 22 394 | 36,92 / 100,00  | 2,91 |
|                         | Aliança Povo Unido              | 3 780  | 6,23 / 100,00   | 1,55 |
|                         | POUS-PST                        | 1 502  | 2,48 / 100,00   | -    |
|                         | Outros                          | 2 046  | 3,38 / 100,00   |      |
| Votos Inválidos         | Votos Inválidos                 | 1 077  | 1,78 / 100,00   | 0,45 |
| Total                   | Total                           | 60 659 | 100,00 / 100,00 |      |
| Eleitorado/Participação | Eleitorado/Participação         | 68 536 | 88,51 / 100,00  | 1,65 |